# Osnes
Osnes és un municipi francès situat al departament de les Ardenes i a la regió del Gran Est. L'any 2007 tenia 228 habitants.

## Demografia

### Població
El 2007 la població de fet d'Osnes era de 228 persones. Hi havia 92 famílies de les quals 28 eren unipersonals (8 homes vivint sols i 20 dones vivint soles), 44 parelles sense fills i 20 parelles amb fills.
La població ha evolucionat segons el següent gràfic:
Habitants censats

### Habitatges
El 2007 hi havia 113 habitatges, 94 eren l'habitatge principal de la família, 4 eren segones residències i 16 estaven desocupats. 108 eren cases i 5 eren apartaments. Dels 94 habitatges principals, 72 estaven ocupats pels seus propietaris, 20 estaven llogats i ocupats pels llogaters i 2 estaven cedits a títol gratuït; 2 tenien dues cambres, 9 en tenien tres, 29 en tenien quatre i 54 en tenien cinc o més. 77 habitatges disposaven pel capbaix d'una plaça de pàrquing. A 44 habitatges hi havia un automòbil i a 36 n'hi havia dos o més.

### Piràmide de població
La piràmide de població per edats i sexe el 2009 era:
| Homes | Edats   | Dones |
| ----- | ------- | ----- |
| 0     | 95 o +  | 0     |
| 0     | 90 a 94 | 0     |
| 4     | 85 a 89 | 4     |
| 0     | 80 a 84 | 4     |
| 4     | 75 a 79 | 4     |
| 12    | 70 a 74 | 8     |
| 4     | 65 a 69 | 4     |
| 8     | 60 a 64 | 4     |
| 16    | 55 a 59 | 8     |
| 8     | 50 a 54 | 4     |
| 12    | 45 a 49 | 16    |
| 8     | 40 a 44 | 4     |
| 0     | 35 a 39 | 4     |
| 0     | 30 a 34 | 4     |
| 4     | 25 a 29 | 4     |
| 20    | 20 a 24 | 8     |
| 12    | 15 a 19 | 8     |
| 4     | 10 a 14 | 8     |
| 8     | 5 a 9   | 4     |
| 0     | 0 a 4   | 0     |

## Economia
El 2007 la població en edat de treballar era de 138 persones, 78 eren actives i 60 eren inactives. De les 78 persones actives 74 estaven ocupades (44 homes i 30 dones) i 4 estaven aturades (3 homes i 1 dona). De les 60 persones inactives 22 estaven jubilades, 11 estaven estudiant i 27 estaven classificades com a «altres inactius».

### Ingressos
El 2009 a Osnes hi havia 95 unitats fiscals que integraven 220 persones, la mediana anual d'ingressos fiscals per persona era de 15.355 €.

### Activitats econòmiques
L'únic establiment que hi havia el 2007 era d'una empresa de fabricació d'altres productes industrials.
L'any 2000 a Osnes hi havia 7 explotacions agrícoles que ocupaven un total de 340 hectàrees.

## Poblacions més properes
El següent diagrama mostra les poblacions més properes.